# Episodi di Lolle (quarta stagione)
La quarta stagione della serie TV Lolle è stata trasmessa in Germania dall'8 marzo 2005 su Das Erste.
| nº | Titolo originale      | Titolo italiano            | Prima TV Germania | Prima TV Italia  |
| -- | --------------------- | -------------------------- | ----------------- | ---------------- |
| 1  | Stuttgart - Stuttgart | Stoccarda, Stoccarda       | 8 marzo 2005      | 19 dicembre 2006 |
| 2  | Echte Freunde         | Amici veri                 | 9 marzo 2005      |                  |
| 3  | Auf den ersten Blick  | A prima vista              | 10 marzo 2005     |                  |
| 4  | Angst ist blöd        | Una grossa bugia           | 11 marzo 2005     |                  |
| 5  | Happy Family          | Una famiglia felice        | 15 marzo 2005     |                  |
| 6  | Schwein gehabt        | L'amore più forte          | 16 marzo 2005     |                  |
| 7  | Liebe ist…            | Scelta d'amore             | 17 marzo 2005     |                  |
| 8  | Rache ist…            | Vendetta tremenda vendetta | 18 marzo 2005     |                  |
| 9  | Was wäre wenn         | Cosa sarebbe avvenuto se   | 22 marzo 2005     |                  |
| 10 | Schicksal             | Destino                    | 23 marzo 2005     |                  |
| 11 | Silvia                | Silvia                     | 24 marzo 2005     |                  |
| 12 | Rituale               | Rituale di addio           | 29 marzo 2005     |                  |
| 13 | Held des Jahres       | Eroe dell'anno             | 30 marzo 2005     |                  |
| 14 | Sei Hart              | Rapporti in crisi          | 31 marzo 2005     |                  |
| 15 | Das Hochzeitskleid    | L'abito nuziale            | 1º aprile 2005    |                  |
| 16 | Deus ex machina       | Sogno o son desto?         | 5 aprile 2005     |                  |
| 17 | Hormone sind doof     | Gli ormoni sono stupidi    | 6 aprile 2005     |                  |
| 18 | Weekend auf dem Lande | Fine settimana in campagna | 7 aprile 2005     |                  |
| 19 | Die Hochzeit          | Il matrimonio              | 8 aprile 2005     |                  |
| 20 | Melbourne, Melbourne  | Melbourne, Melbourne       | 13 aprile 2005    |                  |